# اکومینیت

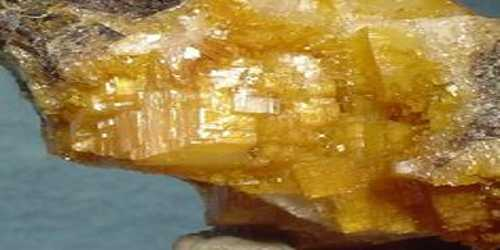
کانی اکومینیت

اکومینیت (Acuminite یا Acuminit یا Acuminita) یک کانی استرانسیم، آلومینیم، فلوئورین، اکسیژن و هیدروژن است. فرمول شیمیایی آن عبارت است از: (SrAlF۴(OH)·(H۲O سختی موس آن ۳٫۵ و ساختار بلوری آن تک‌شیب است و نام آن از واژهٔ لاتین acumen به معنی نوک نیزه گرفته شده‌است.

## یادداشت
1. ↑  spear point

## منبع
مشارکت‌کنندگان ویکی‌پدیا. «Acuminite». در دانشنامهٔ ویکی‌پدیای انگلیسی، بازبینی‌شده در ۸ آوریل ۲۰۱۱.